# Wish You Were Here (Pink-Floyd-Lied)
Wish You Were Here ist ein Rocksong, der von Roger Waters und David Gilmour geschrieben wurde. Er ist das Titelstück des 1975 erschienenen gleichnamigen Albums ihrer Band Pink Floyd und auch auf den Kompilationen A Collection of Great Dance Songs und Echoes enthalten.
Das Stück wurde von der Gruppe erst 1977 auf der Animals-Tournee gespielt und nicht im Erscheinungsjahr 1975. Die letzte öffentliche Aufführung durch die Band fand 2005 beim Live-8-Konzert in London statt. Gilmour spielt das Stück ebenso wie Waters auf seinen Solo-Tourneen.

## Inhalt und Musik
Der Song entstand während der Aufnahmen zum Album Wish You Were Here. Der Text ist assoziativ und offen für verschiedene Auslegungen. Er kann so auch im Kontext des gesamten Albums interpretiert werden: Demnach setzt sich das Lied wie auch die anderen Stücke unter anderem mit dem Weggang und psychischen Verfall des früheren Pink-Floyd-Sängers und Gitarristen Syd Barrett auseinander und trauert ihm nach: „Ich wünschte, du wärst hier“ („Wish you were here“). Waters, der den Text verfasst hat, sagte, es ginge auch um die Entfremdung von sich selbst und darum, sich zu wünschen, wieder der zu sein, der man einst war.

## Anfangssequenz
Charakteristisch ist die hörspielhafte Anfangssequenz des Songs, die sich an das Outro von Have a Cigar anschließt: Jemand dreht am Frequenzrad eines analogen Radios, wodurch neben Gesprächsfetzen der Stimmen eines Manns und einer Frau auch ein kurzer Ausschnitt der 4. Symphonie von Tschaikowski, und zwar der 3. und 4. Takt aus dem 4. Satz in Orchesterbesetzung, erklingt.
Schließlich wird ein verrauschter Sender eingestellt, auf dem eine akustische Gitarre zu hören ist. Nach ein paar Takten vernimmt man, wie sich der Radiohörer räuspert und auf einer Stahlsaiten-Akustikgitarre eine Melodie zu den Akkorden im Radio spielt. Nach diesem Intro übernimmt diese Gitarre die Akkorde, und das Radio ist nicht mehr zu hören, zugleich beginnt Gilmour zu singen. Zum Ende dieser ersten Strophe setzt dann die komplette Band mit einem Auftakt ein und spielt in normaler Studio-Klangqualität bis zum Ende des Liedes.

## Tontechnik
Für das Intro des Liedes wurde die erste Gitarrenspur zunächst von Gilmour auf einer 12-saitigen Akustikgitarre in Studioqualität eingespielt. Anschließend legte man ein Kabel von der Bandmaschine zum Parkplatz der Abbey Road Studios und schloss es an das Autoradio von Gilmours Wagen an. Im Auto wurde ein Mikrofon angebracht und so das Intro in der Klangqualität des Radios erneut aufgenommen.
Die zweite Gitarre, eine 6-saitige Stahlsaiten-Akustikgitarre der Firma Martin Guitars, wurde später im Studio ohne übliche Klangeffekte wie Hall und Kompressor eingespielt. Nebengeräusche wie das Rutschen der Finger auf dem Griffbrett, das Schnarren der Saiten auf den Bünden und der Anschlag des Plektrums sind gut zu hören. Über ein Raum-Mikrofon sind zudem die Schritte, das Rascheln der Kleidung, das Atmen und ein Räuspern von David Gilmour aufgenommen worden, so dass der Eindruck entsteht, dass sich ein Radiohörer zu einer Gitarre begibt und spontan zu einem Lied improvisiert.

## Studio- und Liveversionen
Das Stück wurde von der Band und ihren Mitgliedern regelmäßig live aufgeführt. Dabei wurden verschiedene Ansätze verfolgt, um die „Radiosequenz“ umzusetzen. Während Pink Floyd auf dem Livealbum Pulse das Intro vom Band einspielen ließ, wählte Roger Waters auf seiner In the Flesh-Tour einen anderen Weg: Der Gitarrist Andy Fairweather-Low spielte das Intro auf einer 6-saitigen E-Gitarre, die durch Effektgeräte einen radioähnlichen Klang erhielt.
Da David Gilmour die Lieder bei seinen In Concert-Veranstaltungen größtenteils mit akustischen Instrumenten spielt, verzichtete er auf die „Radiofrequenz“ und soliert auf einer 12-saitigen Akustikgitarre. Zudem wird eine in offener G-Stimmung gestimmte Dobro zum Slide-Spiel verwendet. Beim gemeinsamen Auftritt der Pink-Floyd-Musiker für Live 8 kehrten sie zur Einspielung vom Band zurück.

## Auszeichnungen für Musikverkäufe
| Land/Region                  | Auszeichnungen für Musikverkäufe (Land/Region, Auszeichnung, Verkäufe) | Verkäufe  |
| ---------------------------- | ---------------------------------------------------------------------- | --------- |
| Dänemark (IFPI)              | Gold                                                                   | 45.000    |
| Italien (FIMI)               | 2× Platin                                                              | 100.000   |
| Neuseeland (RMNZ)            | 5× Platin                                                              | 150.000   |
| Spanien (Promusicae)         | Platin                                                                 | 60.000    |
| Vereinigtes Königreich (BPI) | 2× Platin                                                              | 1.200.000 |
| Insgesamt                    | 1× Gold · 10× Platin ·                                                 | 1.555.000 |

Hauptartikel: Pink Floyd/Auszeichnungen für Musikverkäufe

## Coverversionen (Auswahl)
Der Song entwickelte sich zu einem der populärsten Lieder der Band und wurde häufig von anderen Künstlern interpretiert:
- Das Lied wurde von Wyclef Jean für sein Album The Ecleftic: 2 Sides II a Book (2000) gecovert. Vor dem Lied ist ein Skit zu hören, in dem ein Polizist von Jean verlangt, etwas „Rock“ zu spielen. Während des Liedes betont Jean, dass das Lied nicht nur irgendein Coversong sei, sondern dass das Original in seiner Jugend für ihn eine bedeutende Rolle gespielt habe. Auch in seiner Coverversion gibt es ähnlich wie im Original einen klanglichen Bruch in der Anfangssequenz.
- Die deutsche Ska-Band The Busters coverte das Lied auf ihrem Album Sexy Money (1993).
- Die Gruppe Gregorian hat eine Version mit gregorianischen Chören herausgebracht.
- 2001 wurde das Lied von Limp Bizkit aufgenommen.
- 2005 wurde das Stück von der Band Sparklehorse zusammen mit Thom Yorke (Radiohead) gecovert.
- 2007 erschien auf dem Album Jah Victory von Alpha Blondy eine Reggaeversion mit dem Titel I Wish You Were Here.
- Ebenfalls 2007 erschien auf dem Album Deloo eine Version der norwegischen Jazzvokalistin Kirsti Huke.
- Im Rahmen der Olympia-Abschlussfeier am 12. August 2012 in London sang Ed Sheeran das Lied, begleitet von Nick Mason, Mike Rutherford und Richard Jones (The Feeling).[6]
- 2014 veröffentlichte Gov’t Mule ihr Album Darkside of the Mule mit Coverversionen von Wish You Were Here und anderen Songs von Pink Floyd.[7]